# (30882) Tomhenning
(30882) Tomhenning est un astéroïde de la ceinture principale.

## Description
(30882) Tomhenning est un astéroïde de la ceinture principale. Il fut découvert le 21 septembre 1992 à Tautenburg par Lutz Dieter Schmadel et Freimut Börngen. Il présente une orbite caractérisée par un demi-grand axe de 2,60 UA, une excentricité de 0,16 et une inclinaison de 13,1° par rapport à l'écliptique.

## Compléments